# Bobolike
Bobolike (lat. Fabales), biljni red u razredu dvosupnica (Magnoliopsida) koji ubuhvaća porodicu Fabaceae Lindl., čiji su boboliki plodovi zatvoreni u mahunama, i po čemu su i red i porodica dobili ime. Ova porodica obuhvaća 946 rodova s ukupno 24.505 priznatih vrsta.
Ostale porodice su Polygalaceae Juss., s 27 rodova i 1.163 vrste; Quillajaceae D. Don,  1 rod s dvije vrste; i Surianaceae Arn.. 4 roda sa 6 vrsta
Preko 320 vrsta unutar porodice mahunarki (Fabaceae) na popisu je ugroženih vrsta, ali i čak 40 invazivnih među kojima su najzastupljenije akacije (Acacia) s 10 vrsta.
Po Revealovom sustavu (James L. Reveal) bobolike pripadaju razredu Rosopsida i podrazredu Rosidae.

## Opis
Fabales, red dikotiledonih cvjetnica u skupini Rosid I među osnovnim eudikotima. Red se sastoji od 4 porodice (Fabaceae, Polygalaceae, Quillajaceae i Surianaceae), 754 roda i više od 20 000 vrsta. Međutim, više od 95 posto rodova i vrsta pripada u Fabaceae, porodici mahunarki. Fabaceae je treća najveća porodica kritosjemenjača, koju nadmašuju samo Asteraceae (porodica astera ili suncokreta) i Orchidaceae (porodica orhideja). Fabaceae je uz Poaceae (porodica trava) najvažnija biljna porodica u proizvodnji hrane za ljude i stoku te u proizvodnji industrijskih proizvoda.
Budući da razvijaju korijenske kvržice koje sadrže bakterije koje održavaju ravnotežu dušika u tlu, što je neophodno za rast biljaka, mahunarke su također bitan element u prirodi i poljoprivredi. Mahunarke su možda najpoznatije po svojim uobičajenim kultiviranim nazivima, kao što su grašak, grah, soja, kikiriki (arašid), lucerna i djetelina. Karakterističan plod većine mahunarki je mahuna koja se u biti sastoji od plodnice koja je čvrsto presavijeni list, kao kod mahune graška. Mahuna se obično dijeli na dvije polovice kada sazri.

## Rasprostranjenost
Fabaceae, s oko 730 rodova i gotovo 20 000 vrsta, pojavljuje se u svim kopnenim staništima nastanjenim biljkama, iako je najveći broj vrsta u tropima, odakle skupina vjerojatno potječe. Također ima mnogo mahunarki u umjerenim ravnicama, šumama i pustinjama. Nekoliko ih uspijeva kao korov u poljoprivrednim, industrijskim i urbanim sredinama. Manje su uobičajene u sjevernim borealnim šumama i rijetke su u vodenim staništima. Osim prirodnog rasprostranjenja, mnoge mahunarke - npr. Glycine max (soja) i Phaseolus (nekoliko vrsta graha) - uzgajaju se svake godine na jednoj golemoj površini zemlje. Mnoge vrste se siju kao komponente pašnjaka; drugi se sade radi poboljšanja tla ili sprječavanja erozije; drvenaste vrste uzgajaju se za ogrjev i drvo u zemljama u razvoju; a deseci vrsta su popularni ukrasi. Stoga su mahunarke kozmopolitske, ne samo u divljini nego iu ljudskom okruženju koje je zamijenilo divljinu u većem dijelu svijeta.
Polygalaceae, porodica Krestuščevki, druga je najveća porodica u redu, s oko 21 rodom i oko 1000 vrsta. Njegovi su članovi raspoređeni po cijelom svijetu, osim Arktika i Novog Zelanda. Rod Polygala sadrži oko trećinu vrsta u obitelji.
Surianaceae, s pet rodova i osam vrsta, ograničeno je na Australiju (Cadellia, Guilfoylia i Stylobasium), Meksiko (Recchia) i pantropska obalna područja (Suriana). Quillajaceae, s jednim rodom (Quillaja) i tri vrste, ograničeno je na umjerenu Južnu Ameriku.

## Karakteristične morfološke značajke
Članovi Fabaceae uključuju drveće, zeljaste ili drvenaste loze i višegodišnje ili jednogodišnje bilje. Listovi su obično složeni, a kod nekih su i listići sekundarno složeni. Jednostavni listovi nekih su vjerojatno reducirani od složenih oblika. Najupečatljiviji od ovih modificiranih oblika lišća je nekoliko stotina vrsta australske akacije, kod kojih naizgled jednostavan list predstavlja spljoštenu i modificiranu os složenog lista. Obično su prisutni stipule, par dodataka koji pokrivaju lisnu peteljku.
Cvjetovi mogu biti pojedinačni ili skupljeni u pazušcima listova. Cvatovi, kada ih ima, su raznih vrsta, jednostavni ili razgranati na različite načine. Cvjetovi su obično dvospolni, ali se jednospolni cvjetovi pojavljuju sporadično u porodici. Neke mahunarke proizvode dvije vrste cvjetova, obično na istoj biljci. Tipična vrsta ima uočljive latice koje se otvaraju tako da je moguće unakrsno oprašivanje (kod nekih je obavezan mehanizam razmnožavanja) (hazmogamija); kod drugih su svi dijelovi smanjeni i latice se ne otvaraju, čime se potiče samooprašivanje (kleistogamno). Kod hazmogamnih cvjetova latice su najčešće djelomično srasle, a pet latica se izmjenjuju u položaju s čašicama. Obično postoji 10 prašnika, ali može ih biti manje ili više. Prašnici mogu ostati slobodni ili mogu biti srasli u jednu cjevastu strukturu (monadelfni) ili u skupinu od devet spojenih prašnika sa slobodnim prašnikom iznad (dijadelfni).
Međutim, većina ovih cvjetnih obilježja može se pronaći iu drugim biljnim porodicama. Jedinstven je tučak ili ginecej kod Fabales. Pojedinačna karpela razvija se u plod (mahunu) koji se općenito otvara (dehisces) duž jednog ili oba ruba (šavovi) u zrelosti, oslobađajući sjemenke koje su se razvile iz ovula. Ovaj osnovni tip mahunarke idealiziran je u mahuni graška ili graha, koja nosi dva reda rubno postavljenih ovula duž gornje suture. No, evolucija unutar porodice različito je modificirala mnoge plodove mahunarki i oni su vrlo malo slični plodovima graha ili graška. Neki zadržavaju oblik osnovnog tipa, ali se ne otvaraju kad sazriju (nerazvijeni), kao kod Robinia (bagrem) i Cercis (judino drvo). Kod mnogih Fabaceae - na primjer, Melilotus (kokotac) - plod je reduciran na jednosjemenitu strukturu koja se ne otvara i nalikuje sićušnom oraščiću. Kod drugih, ima nekoliko sjemenki i neraspada se, ali je poprečno podijeljen na segmente s jednim sjemenom koji se raspadaju u zrelosti (npr. Desmodium). U drugoj varijanti ovojnica ploda postaje mesnata i šljivasta kao kod tropske Andire inermis. Postoje vrste kod kojih je plod spljošten i krilat, što olakšava transport vjetrom. Neke mahunarke imaju plodove koji se proizvode ili sazrijevaju pod zemljom; kikiriki (Arachis hypogaea) je najpoznatiji primjer. Cvijet kikirikija zapravo se proizvodi iznad zemlje, ali zauzima položaj blizu površine tla kako stari. Plodnica se izdužuje i razvija kao podzemna mahuna. Sve ove i druge modifikacije izvedene su i mogu se pratiti unatrag do osnovne, rastavljene mahune graška ili graha.
Sjemenke unutar mahunarki također su različite, u rasponu od veličine glave pribadače do lopte za bejzbol. Sjemenke mahunarki ponekad su prilično šarene; vrste Abrus precatorius (rakovo oko) i Ormosia, na primjer, daju upečatljive crne i crvene sjemenke. Ove su sjemenke domorodački narodi koristili kao valutu i u proizvodnji perli i torbica, posebno u tropskim regijama. Međutim, mogu biti prilično otrovne ako se pojedu.
Polygalaceae sadrži drveće, grmlje, pa čak i parazitsko bilje koje nema zeleni klorofil. Listovi su najčešće spiralno raspoređeni, jednostavni i bez nazubljenih rubova. Cvjetovi su dvospolni, obično izrazito nepravilnog oblika i površinski slični cvjetovima mahunarki Fabaceae. Cvjetovi su raspoređeni u klasove, grozdove ili metlice. Dvije od pet čašičnih listića često su latice. Tri ili pet latica često su srasle s prašnicima i tvore cijev, a prašnici se često otvaraju završnim prorezima. Plodovi koji se razvijaju prilično su varijabilne strukture, uključujući kapsule, orašaste plodove, krilate samare i mesnate koštunice. Mnoge sjemenke sadrže aril.
Pripadnici Surianaceae su drveće ili grmlje s jednostavnim, spiralno raspoređenim listovima. Cvjetovi su dvospolni i obično radijalno simetrični, s pet čašica i latica osim kod jednospolnog i vjetrom oprašenog Stylobasiuma, koji nema latica. Broj karpela varira od jednog do pet. Plodovi su bobice, koštunice ili orasi.
Tri vrste Quillaja, jedini rod u Quillajaceae, su mala, zimzelena stabla čija kora sadrži značajne količine saponina. Listovi su spiralno raspoređeni i nazubljeni. Završni cvat sadrži pet rastavljenih cvjetova obično s dobro razvijenim nektarijem umetnutim u hipantij (cvjetnu čašicu). Cvjetovi su prilično izvanrednog izgleda s prašnicima nasuprot čašičnih listića koji se nalaze na vanjskom rubu diska hipantija i prašnicima nasuprot laticama koji se nalaze blizu baze jajnika. Pet karpela jajnika sazrijeva u folikule koji se cijepaju duž jedne strane kako bi oslobodili krilate sjemenke.

## Porodice i rodovi
1. Familia Quillajaceae D. Don (2 spp.)
  1. Quillaja Molina (2 spp.)
2. Familia Fabaceae Lindl. (22481 spp.)
  1. Subfamilia Cercidoideae Azani et al.
    1. Cercis L. (9 spp.)
    2. Adenolobus (Harv. ex Benth. & Hook. fil.) Torre & Hillc. (2 spp.)
    3. Griffonia Baill. (4 spp.)
    4. Gigasiphon Drake (5 spp.)
    5. Tournaya A. Schmitz (1 sp.)
    6. Tylosema (Schweinf.) Torre & Hillc. (5 spp.)
    7. Barklya F. Muell. (1 sp.)
    8. Schnella Raddi (47 spp.)
    9. Lysiphyllum (Benth.) de Wit (9 spp.)
    10. Cheniella R. Clark & Mackinder (10 spp.)
    11. Phanera Lour. (104 spp.)
    12. Piliostigma Hochst. (6 spp.)
    13. Brenierea Humbert (1 sp.)
    14. Bauhinia L. (174 spp.)

  2. Subfamilia Detarioideae Burmeist.
    1. Tribus Cynometra group
      1. Cynometra L. (92 spp.)
      2. Cynometra s. lat. (19 spp.)
      3. Brenaniodendron J. Léonard (1 sp.)
      4. Zenkerella Taub. (5 spp.)
      5. Lebruniodendron J. Léonard (1 sp.)
      6. Umtiza Sim (1 sp.)
      7. Scorodophloeus Harms (3 spp.)
      8. Leonardoxa Aubrév. (1 sp.)
      9. Schotia Jacq. (4 spp.)
      10. Normandiodendron J. Léonard (2 spp.)

    2. Tribus Hymenostegia group
      1. Loesenera Harms (4 spp.)
      2. Annea Mackinder & Wieringa (2 spp.)
      3. Hymenostegia (Benth.) Harms (15 spp.)
      4. Gabonius Mackinder & Wieringa (1 sp.)
      5. Talbotiella Baker fil. (9 spp.)
      6. Plagiosiphon Harms (5 spp.)
      7. Neochevalierodendron J. Léonard (1 sp.)
      8. Eurypetalum Harms (3 spp.)
      9. Lysidice Hance (2 spp.)
      10. Saraca L. (13 spp.)
      11. Leucostegane Prain (2 spp.)
      12. Endertia Steenis & de Wit (1 sp.)
      13. Daniellia Benn. (10 spp.)
      14. Afzelia Sm. (11 spp.)
      15. Intsia Thouars (2 spp.)
      16. Brodriguesia R. S. Cowan (1 sp.)

    3. Tribus Hymenaea group
      1. Peltogyne Vogel (27 spp.)
      2. Hymenaea L. (20 spp.)
      3. Ecuadendron D. A. Neill (1 sp.)

    4. Tribus Crudia group
      1. Crudia Schreb. (59 spp.)
      2. Neoapaloxylon Rauschert (3 spp.)
      3. Brandzeia Baill. (1 sp.)
      4. Prioria Griseb. (14 spp.)
      5. Augouardia Pellegr. (1 sp.)
      6. Stemonocoleus Harms (1 sp.)
      7. Hardwickia Roxb. (2 spp.)
      8. Guibourtia Benn. (14 spp.)

    5. Tribus Detarium group
      1. Goniorrhachis Taub (1 sp.)
      2. Gilletiodendron Vermoesen (5 spp.)
      3. Tessmannia Harms (13 spp.)
      4. Baikiaea Benth. (7 spp.)
      5. Hylodendron Taub. (1 sp.)
      6. Sindora Miq. (20 spp.)
      7. Sindoropsis J. Léonard (1 sp.)
      8. Copaifera L. (40 spp.)
      9. Detarium Juss. (4 spp.)

    6. Tribus Brownea group
      1. Barnebydendron J. H. Kirkbr. (1 sp.)
      2. Eperua Aubl. (15 spp.)
      3. Paloue Aubl. (15 spp.)
      4. Brachycylix (Harms) R. S. Cowan (1 sp.)
      5. Heterostemon Desf. (8 spp.)
      6. Brownea Jacq. (21 spp.)
      7. Browneopsis Huber (8 spp.)

    7. Tribus Berlinia group
      1. Michelsonia Hauman (2 spp.)
      2. Tetraberlinia (Harms) Hauman (6 spp.)
      3. Microberlinia A. Chev. (2 spp.)
      4. Oddoniodendron De Wild. (5 spp.)
      5. Englerodendron Harms (19 spp.)
      6. Julbernardia Pellegr. (11 spp.)
      7. Isoberlinia Craib & Stapf (5 spp.)
      8. Berlinia Sol. ex Hook. fil. & Benth. (21 spp.)
      9. Dicymbe Spruce ex Benth. & Hook. (20 spp.)
      10. Polystemonanthus Harms (1 sp.)

    8. Tribus Macrolobium group
      1. Gilbertiodendron J. Léonard (39 spp.)
      2. Paramacrolobium J. Léonard (1 sp.)
      3. Anthonotha P. Beauv. (21 spp.)
      4. Macrolobium Schreb. (76 spp.)

    9. Tribus Amherstia group
      1. Humboldtia Vahl (8 spp.)
      2. Tamarindus L. (1 sp.)
      3. Amherstia Wall. (1 sp.)

    10. Tribus Brachystegia group
      1. Brachystegia Benth. (33 spp.)
      2. Librevillea Hoyle (1 sp.)
      3. Bikinia Wieringa (10 spp.)
      4. Aphanocalyx Oliv. (14 spp.)
      5. Icuria Wieringa (1 sp.)
      6. Didelotia Baill. (13 spp.)
      7. Cryptosepalum Benth. (12 spp.)

  3. Subfamilia Duparquetioideae Azani et al.
    1. Duparquetia Baill. (1 sp.)

  4. Subfamilia Dialioideae Azani et al.
    1. Zenia Chun (1 sp.)
    2. Dialium L. (45 spp.)
    3. Uittienia Steenis (1 sp.)
    4. Apuleia Mart. (2 spp.)
    5. Koompassia Maingay (3 spp.)
    6. Storckiella Seem. (5 spp.)
    7. Kalappia Kosterm. (1 sp.)
    8. Baudouinia Baill. (6 spp.)
    9. Mendoravia Capuron (1 sp.)
    10. Eligmocarpus Capuron (1 sp.)
    11. Androcalymma Dwyer (1 sp.)
    12. Martiodendron Gleason (5 spp.)
    13. Dicorynia Benth. (2 spp.)
    14. Distemonanthus Benth. (1 sp.)
    15. Labichea Gaudich. ex DC. (15 spp.)
    16. Petalostylis R. Br. (2 spp.)

  5. Subfamilia Caesalpinioideae DC.
    1. Tribus Uncertain
      1. Calpocalyx Harms (11 spp.)
      2. Xylia Benth. (9 spp.)
      3. Entada Adans. (30 spp.)
      4. Adenopodia C. Presl (7 spp.)

    2. Tribus Caesalpinieae Rchb.
      1. Subtribus Gleditsia group
        1. Gymnocladus Lam. (5 spp.)
        2. Gleditsia L. (13 spp.)

      2. Subtribus Acrocarpus group
        1. Acrocarpus Wight ex Arn. (1 sp.)

      3. Subtribus Tachigali group
        1. Diptychandra Tul. (2 spp.)
        2. Tachigali Aubl. (87 spp.)

      4. Subtribus Orphanodendron group
        1. Orphanodendron Barneby & J. W. Grimes (2 spp.)

      5. Subtribus Peltophorum group
        1. Vouacapoua Aubl. (3 spp.)
        2. Batesia Spruce ex Benth. (1 sp.)
        3. Melanoxylon Schott (1 sp.)
        4. Recordoxylon Ducke (3 spp.)
        5. Arapatiella Rizzini & A. Mattos (2 spp.)
        6. Campsiandra Benth. (21 spp.)
        7. Heteroflorum M. Sousa (1 sp.)
        8. Bussea Harms (7 spp.)
        9. Peltophorum Vogel ex Benth. (8 spp.)
        10. Jacqueshuberia Ducke (7 spp.)
        11. Schizolobium Vogel (1 sp.)
        12. Moldenhawera Schrad. (13 spp.)
        13. Conzattia Rose (3 spp.)
        14. Parkinsonia L. (12 spp.)
        15. Delonix Raf. (12 spp.)
        16. Colvillea Bojer ex Hook. (1 sp.)

      6. Subtribus Caesalpinia group
        1. Hererolandia Gagnon & G. P. Lewis (1 sp.)
        2. Lophocarpinia Burkart (1 sp.)
        3. Haematoxylum L. (5 spp.)
        4. Paubrasilia Gagnon, H. C. Lima & G. P. Lewis (1 sp.)
        5. Caesalpinia L. (8 spp.)
        6. Denisophytum R. Vig. (8 spp.)
        7. Tara Molina (3 spp.)
        8. Coulteria Kunth (12 spp.)
        9. Gelrebia Gagnon & G. P. Lewis (8 spp.)
        10. Hultholia Gagnon & G. P. Lewis (1 sp.)
        11. Guilandina L. (21 spp.)
        12. Moullava Adans. (4 spp.)
        13. Biancaea Tod. (7 spp.)
        14. Pterolobium R. Br. (10 spp.)
        15. Mezoneuron Desf. (27 spp.)
        16. Cordeauxia Hemsl. (1 sp.)
        17. Stuhlmannia Taub. (1 sp.)
        18. Cenostigma Tul. (15 spp.)
        19. Libidibia Schltdl. (7 spp.)
        20. Balsamocarpon Clos (1 sp.)
        21. Zuccagnia Cav. (1 sp.)
        22. Stenodrepanum Harms (1 sp.)
        23. Hoffmannseggia Cav. (24 spp.)
        24. Arquita Gagnon, G. P. Lewis & C. E. Hughes (5 spp.)
        25. Pomaria Cav. (16 spp.)
        26. Erythrostemon Klotzsch (33 spp.)
        27. Ticanto Adans. (6 spp.)

      7. Subtribus Poeppigia group
        1. Poeppigia C. Presl (1 sp.)

      8. Subtribus Pterogyne group
        1. Pterogyne Tul. (1 sp.)

      9. Subtribus Dimorphandra group
        1. Erythrophleum Afzel. ex G. Don (10 spp.)
        2. Pachyelasma Harms (1 sp.)
        3. Sympetalandra Stapf (5 spp.)
        4. Stachyothyrsus Harms (2 spp.)
        5. Mora R. H. Schomb. ex Benth. (6 spp.)
        6. Dimorphandra Schott (27 spp.)
        7. Arcoa Urb. (1 sp.)
        8. Burkea Benth. (1 sp.)
        9. Tetrapterocarpon Humbert (2 spp.)
        10. Chidlowia Hoyle (1 sp.)

    3. Tribus Cassieae Bronn
      1. Subtribus Ceratoniinae Irwin & Barneby
        1. Ceratonia L. (2 spp.)

      2. Subtribus Cassiinae Wight & Arn.
        1. Cassia L. (32 spp.)
        2. Senna Mill. (290 spp.)
        3. Chamaecrista (L.) Moench (379 spp.)

    4. Tribus Parkieae Endl.
      1. Pentaclethra Benth. (3 spp.)
      2. Parkia R. Br. (36 spp.)
      3. Anadenanthera Speg. (2 spp.)

    5. Tribus Mimozygantheae Burkart
      1. Mimozyganthus Burkart (1 sp.)

    6. Tribus Mimoseae Bronn
      1. Subtribus Dinizia group
        1. Dinizia Ducke (2 spp.)

      2. Subtribus Aubrevillea group
        1. Aubrevillea Pellegr. (2 spp.)

      3. Subtribus Fillaeopsis group
        1. Fillaeopsis Harms (1 sp.)

      4. Subtribus Newtonia group
        1. Cylicodiscus Harms (1 sp.)
        2. Indopiptadenia Brenan (1 sp.)
        3. Lemurodendron Villiers & Guinet (1 sp.)
        4. Newtonia Baill. (15 spp.)
        5. Piptadeniastrum Brenan (1 sp.)

      5. Subtribus Adenanthera group
        1. Adenanthera L. (12 spp.)
        2. Tetrapleura Benth. (2 spp.)
        3. Amblygonocarpus Harms (1 sp.)
        4. Pseudoprosopis Harms (7 spp.)

      6. Subtribus Entada group
        1. Elephantorrhiza Benth. (9 spp.)

      7. Subtribus Plathymenia group
        1. Plathymenia Benth. (1 sp.)

      8. Subtribus Prosopis group
        1. Prosopis L. (54 spp.)
        2. Xerocladia Harv. (1 sp.)
        3. Prosopidastrum Burkart (7 spp.)
        4. Piptadeniopsis Burkart (1 sp.)

      9. Subtribus Piptadenia group
        1. Mimosa L. (623 spp.)
        2. Piptadenia Benth. (24 spp.)
        3. Lachesiodendron P. G. Ribeiro, L. P. Queiroz & Luckow (1 sp.)
        4. Pityrocarpa Britton & Rose (10 spp.)
        5. Stryphnodendron Mart. (38 spp.)
        6. Microlobius C. Presl (1 sp.)
        7. Parapiptadenia Brenan (6 spp.)
        8. Pseudopiptadenia Rauschert (11 spp.)

      10. Subtribus Leucaena group
        1. Leucaena Benth. (23 spp.)
        2. Kanaloa Lorence & K. R. Wood (1 sp.)
        3. Schleinitzia Warb. (4 spp.)

      11. Subtribus Dichrostachys group
        1. Dichrostachys (DC.) Wight & Arn. (17 spp.)
        2. Alantsilodendron Villiers (9 spp.)
        3. Gagnebina Neck. (4 spp.)
        4. Calliandropsis H. M. Hern. & P. Guinet (1 sp.)
        5. Desmanthus Willd. (24 spp.)
        6. Neptunia Lour. (12 spp.)

    7. Tribus Acacieae Dumort.
      1. Acacia Hill (1075 spp.)
      2. Acaciella Britton & Rose (18 spp.)
      3. Mariosousa Seigler & Ebinger (13 spp.)
      4. Vachellia Wight & Arn. (168 spp.)
      5. Acacia sensu lat. (3 spp.)
      6. Senegalia Raf. (227 spp.)
      7. Parasenegalia Seigler & Ebinger (11 spp.)
      8. Pseudosenegalia Seigler & Ebinger (2 spp.)

    8. Tribus Ingeae Benth. & Hook. fil.
      1. Zapoteca H. M. Hern. (23 spp.)
      2. Calliandra Benth. (157 spp.)
      3. Afrocalliandra E. R. Souza & L. P. Queiroz (2 spp.)
      4. Faidherbia A. Chev. (1 sp.)
      5. Viguieranthus Villiers (20 spp.)
      6. Thailentadopsis Kosterm. (3 spp.)
      7. Sanjappa E. R. Souza & Krishnaraj (1 sp.)
      8. Cathormion Hassk. (1 sp.)
      9. Cojoba Britton & Rose (22 spp.)
      10. Cedrelinga Ducke (1 sp.)
      11. Hesperalbizia Barneby & J. W. Grimes (1 sp.)
      12. Lysiloma Benth. (9 spp.)
      13. Ebenopsis Britton & Rose (3 spp.)
      14. Sphinga Barneby & J. W. Grimes (3 spp.)
      15. Pithecellobium Mart. (26 spp.)
      16. Painteria Britton & Rose (3 spp.)
      17. Havardia Small (5 spp.)
      18. Archidendropsis I. C. Nielsen (14 spp.)
      19. Paraserianthes I. C. Nielsen (1 sp.)
      20. Falcataria (I. C. Nielsen) Barneby & J. W. Grimes (4 spp.)
      21. Serianthes Benth. (16 spp.)
      22. Wallaceodendron Koord. (1 sp.)
      23. Pararchidendron I. C. Nielsen (1 sp.)
      24. Archidendron F. Muell. (101 spp.)
      25. Pseudosamanea Harms (2 spp.)
      26. Chloroleucon (Benth.) Britton & Rose ex Record (11 spp.)
      27. Leucochloron Barneby & J. W. Grimes (5 spp.)
      28. Enterolobium Mart. (8 spp.)
      29. Robrichia (Barneby & J.W.Grimes) A.R.M.Luz & E.R.Souza (3 spp.)
      30. Samanea (DC.) Merr. (5 spp.)
      31. Albizia Durazz. (129 spp.)
      32. Blanchetiodendron Barneby & J. W. Grimes (1 sp.)
      33. Macrosamanea Britton & Rose apud Britton & Killip (12 spp.)
      34. Abarema Pittier (8 spp.)
      35. Inga Mill. (283 spp.)
      36. Zygia P. Browne (67 spp.)
      37. Punjuba Britton & Rose (6 spp.)
      38. Hydrochorea Barneby & J. W. Grimes (4 spp.)
      39. Balizia Barneby & J. W. Grimes (3 spp.)
      40. Jupunba Britton & Rose (37 spp.)

  6. Subfamilia Papilionoideae DC.
    1. Tribus ADA
      1. Subtribus Angylocalycinae (Yakovlev) Povydysh
        1. Xanthocercis Baill. (3 spp.)
        2. Angylocalyx Taub. (6 spp.)
        3. Castanospermum A. Cunn. (1 sp.)
        4. Alexa Moq. (10 spp.)

      2. Subtribus Dipteryginae Polhill
        1. Monopteryx Spruce ex Benth. (3 spp.)
        2. Taralea Aubl. (6 spp.)
        3. Pterodon Vogel (4 spp.)
        4. Dipteryx Schreb. (10 spp.)

      3. Subtribus Amburaneae clade
        1. Petaladenium Ducke (1 sp.)
        2. Dussia Krug & Urb. ex Taub. (10 spp.)
        3. Myrospermum Jacq. (2 spp.)
        4. Myrocarpus Allemão (5 spp.)
        5. Myroxylon L. fil. (2 spp.)
        6. Amburana Schwacke & Taub. (3 spp.)
        7. Cordyla Lour. (5 spp.)
        8. Dupuya J. H. Kirkbr. (2 spp.)
        9. Mildbraediodendron Harms (1 sp.)
        10. Neoharmsia R. Vig. (2 spp.)
        11. Sakoanala R. Vig. (2 spp.)

    2. Tribus Swartzieae DC.
      1. Trischidium  Tul. (5 spp.)
      2. Cyathostegia  (Benth.) Schery (2 spp.)
      3. Ateleia  Sessé & Moc. ex D. Dietr. (24 spp.)
      4. Bobgunnia  J. H. Kirkbr. & Wiersema (2 spp.)
      5. Swartzia  Schreb. (201 spp.)
      6. Bocoa  Aubl. (4 spp.)
      7. Candolleodendron  R. S. Cowan (1 sp.)

    3. Tribus Cladrastideae L.Duan & J.Wen
      1. Styphnolobium Schott (7 spp.)
      2. Cladrastis Raf. (7 spp.)
      3. Pickeringia Nutt. ex Torr. & A. Gray (1 sp.)

    4. Tribus "50-kb-Inversion-clade"
      1. Subtribus bazalni genera
        1. Amphimas Pierre ex Dalla Torre & Harms (3 spp.)

      2. Subtribus Dermatophyllum clade
        1. Dermatophyllum Scheele (6 spp.)

      3. Subtribus Lecointea clade
        1. Harleyodendron R. S. Cowan (1 sp.)
        2. Uribea Dugand & Romero (1 sp.)
        3. Holocalyx Micheli (1 sp.)
        4. Lecointea Ducke (7 spp.)
        5. Exostyles Schott ex Spreng. (4 spp.)
        6. Zollernia Maxim. Wied. & Nees (12 spp.)

      4. Subtribus Vataireoid clade
        1. Sweetia Spreng. (1 sp.)
        2. Vataireopsis Ducke (4 spp.)
        3. Vatairea Aubl. (8 spp.)
        4. Luetzelburgia Harms (15 spp.)

      5. Subtribus Andiroid clade
        1. Hymenolobium Benth. ex Mart. (16 spp.)
        2. Andira Juss. (30 spp.)
        3. Aldina Endl. (23 spp.)
        4. Uleanthus Harms (1 sp.)

    5. Tribus Genistoid s. lat. clade
      1. Subtribus Ormosiinae
        1. Panurea Spruce ex Benth. & Hook. fil. (2 spp.)
        2. Clathrotropis (Benth.) Harms (5 spp.)
        3. Spirotropis Tul. (1 sp.)
        4. Ormosia G. Jacks. (135 spp.)

      2. Subtribus Clade nov.
        1. Camoensia Welw. ex Benth. & Hook. fil. (2 spp.)
        2. Pericopsis Thwaites (4 spp.)

      3. Subtribus Bowdichia clade
        1. Bowdichia Kunth (3 spp.)
        2. Leptolobium Vogel (12 spp.)
        3. Guianodendron Sch. Rodr. & A. M. G. Azevedo (1 sp.)
        4. Staminodianthus D. B. O. S. Cardoso & H. C. Lima (3 spp.)
        5. Diplotropis Benth. (10 spp.)

      4. Subtribus Brongniartiinae Hutch.
        1. Haplormosia Harms (1 sp.)
        2. Poecilanthe Benth. (10 spp.)
        3. Amphiodon Huber (1 sp.)
        4. Tabaroa L. P. Queiroz, G. P. Lewis & M. F. Wojc. (1 sp.)
        5. Harpalyce Moc. & Sessé ex DC. (37 spp.)
        6. Limadendron Meireles & A. M. G. Azevedo (2 spp.)
        7. Behaimia Griseb. (1 sp.)
        8. Cyclolobium Benth. (1 sp.)
        9. Brongniartia Kunth (63 spp.)
        10. Templetonia R. Br. (13 spp.)
        11. Cristonia J. H. Ross (2 spp.)
        12. Plagiocarpus Benth. (7 spp.)
        13. Lamprolobium Benth. (2 spp.)
        14. Thinicola J. H. Ross (1 sp.)
        15. Hovea R. Br. (34 spp.)

    6. Tribus Sophoreae Spreng. ex DC.
      1. Bolusanthus Harms (1 sp.)
      2. Platycelyphium Harms (1 sp.)
      3. Dicraeopetalum Harms (3 spp.)
      4. Maackia Rupr. & Maxim. (9 spp.)
      5. Baptisia Vent. (15 spp.)
      6. Thermopsis R. Br. (27 spp.)
      7. Piptanthus Sweet (2 spp.)
      8. Anagyris L. (2 spp.)
      9. Ammopiptanthus S. H. Cheng (2 spp.)
      10. Sophora L. (68 spp.)
      11. Ammodendron Fisch. ex DC. (4 spp.)
      12. Salweenia Baker fil. (2 spp.)

    7. Tribus Euchresteae Ohashi
      1. Euchresta Benn. (4 spp.)

    8. Tribus Podalyrieae Benth.
      1. Cadia Forssk. (8 spp.)
      2. Xiphotheca Eckl. & Zeyh. (10 spp.)
      3. Virgilia Lam. (2 spp.)
      4. Stirtonanthus B.-E. van Wyk & A. L. Schutte (3 spp.)
      5. Podalyria Lam. ex Willd. (27 spp.)
      6. Liparia L. (12 spp.)
      7. Priestleya DC. (8 spp.)
      8. Cyclopia Vent. (26 spp.)
      9. Calpurnia E. Mey. (9 spp.)
      10. Amphithalea Eckl. & Zeyh. (43 spp.)

    9. Tribus Crotalarieae Hutch.
      1. Euchlora Eckl. & Zeyh. (1 sp.)
      2. Bolusia Benth. (8 spp.)
      3. Crotalaria L. (705 spp.)
      4. Heylandia DC. (2 spp.)
      5. Ezoloba B.-E. van Wyk & Boatwr. (1 sp.)
      6. Leobordea Delile (49 spp.)
      7. Listia E. Mey. (7 spp.)
      8. Lotononis (DC.) Eckl. & Zeyh. (96 spp.)
      9. Pearsonia Dümmer (13 spp.)
      10. Rothia Pers. (2 spp.)
      11. Robynsiophyton R. Wilczek (1 sp.)
      12. Aspalathus L. (291 spp.)
      13. Lebeckia Thunb. (22 spp.)
      14. Wiborgiella Boatwr. & B.-E. van Wyk (10 spp.)
      15. Rafnia Thunb. (21 spp.)
      16. Calobota Eckl. & Zeyh. (16 spp.)
      17. Wiborgia Thunb. (10 spp.)

    10. Tribus Genisteae Bronn
      1. Oberholzeria Swanepoel, M. M. le Roux, M. F. Wojc. & A. E. van Wyk (1 sp.)
      2. Melolobium Eckl. & Zeyh. (15 spp.)
      3. Dichilus DC. (5 spp.)
      4. Polhillia C. H. Stirt. (12 spp.)
      5. Argyrolobium Eckl. & Zeyh. (89 spp.)
      6. Lupinus L. (595 spp.)
      7. Anarthrophyllum Benth. (15 spp.)
      8. Sellocharis Taub. (1 sp.)
      9. Adenocarpus DC. (19 spp.)
      10. Cytisophyllum O. Láng (1 sp.)
      11. Petteria C. Presl (1 sp.)
      12. Laburnum Fabr. (2 spp.)
      13. Podocytisus Boiss. & Heldr. (1 sp.)
      14. Cytisus L. (72 spp.)
      15. Calicotome Link (5 spp.)
      16. Erinacea Adans. (1 sp.)
      17. Genista L. (152 spp.)
      18. Spartium L. (1 sp.)
      19. Stauracanthus Link (3 spp.)
      20. Ulex L. (15 spp.)

    11. Tribus Amorpheae Boriss.
      1. Psorothamnus Rydb. (12 spp.)
      2. Dalea L. (197 spp.)
      3. Marina Liebm. (40 spp.)
      4. Apoplanesia C. Presl (2 spp.)
      5. Amorpha L. (15 spp.)
      6. Parryella Torr. & A. Gray ex A. Gray (1 sp.)
      7. Errazurizia Phil. (4 spp.)
      8. Eysenhardtia Kunth (13 spp.)

    12. Tribus Dalbergieae DC.
      1. Subtribus Adesmiinae
        1. Adesmia DC. (208 spp.)

      2. Subtribus Poiretiinae
        1. Amicia Kunth (7 spp.)
        2. Zornia J. F. Gmel. (99 spp.)
        3. Poiretia Vent. (12 spp.)
        4. Nissolia Jacq. (33 spp.)

      3. Subtribus Clade nov.
        1. Weberbauerella Ulbr. (3 spp.)

      4. Subtribus Ormocarpinae Rudd
        1. Diphysa Jacq. (21 spp.)
        2. Zygocarpum Thulin & Lavin (6 spp.)
        3. Pictetia DC. (8 spp.)
        4. Ormocarpum P. Beauv. (19 spp.)
        5. Ormocarpopsis R. Vig. (8 spp.)
        6. Peltiera Labat & Du Puy (1 sp.)

      5. Subtribus Aeschynomeninae
        1. Aeschynomene L. (113 spp.)
        2. Soemmeringia Mart. (1 sp.)
        3. Geissaspis Wight & Arn. (2 spp.)
        4. Cyclocarpa Afzel. ex Baker (1 sp.)
        5. Smithia Aiton (19 spp.)
        6. Kotschya Endl. (30 spp.)
        7. Humularia P. A. Duvign. (33 spp.)
        8. Bryaspis P. A. Duvign. (2 spp.)

      6. Subtribus Dalbergiinae
        1. Dalbergia L. fil. (284 spp.)
        2. Ctenodon Baill. (66 spp.)
        3. Machaerium Pers. (135 spp.)

    13. Tribus Pterocarpus clade
      1. Subtribus Discolobiinae
        1. Riedeliella Harms (3 spp.)
        2. Discolobium Benth. (6 spp.)

      2. Subtribus Stylosanthinae
        1. Cascaronia Griseb. (1 sp.)
        2. Geoffroea Jacq. (3 spp.)
        3. Fissicalyx Benth. (1 sp.)
        4. Fiebrigiella Harms (1 sp.)
        5. Chapmannia Torr. & A. Gray (6 spp.)
        6. Pachecoa Standl. & Steyerm. (1 sp.)
        7. Stylosanthes Sw. (52 spp.)
        8. Arachis L. (83 spp.)

      3. Subtribus nov.
        1. Grazielodendron H. C. Lima (1 sp.)
        2. Platymiscium Vogel (19 spp.)

      4. Subtribus Bryinae B. G. Schub.
        1. Cranocarpus Benth. (3 spp.)
        2. Brya P. Browne (7 spp.)
        3. Phylacium Benn. (2 spp.)
        4. Neocollettia Hemsl. (1 sp.)

      5. Subtribus nov.
        1. Acosmium Schott (4 spp.)

      6. Subtribus nov.
        1. Platypodium Vogel (1 sp.)
        2. Inocarpus J. R. Forst. & G. Forst. (3 spp.)
        3. Maraniona C. E. Hughes, G. P. Lewis, Daza & Reynel (1 sp.)
        4. Tipuana (Benth.) Benth. (1 sp.)
        5. Ramorinoa Speg. (1 sp.)
        6. Centrolobium Mart. ex Benth. (7 spp.)
        7. Paramachaerium Ducke (5 spp.)
        8. Etaballia Benth. (1 sp.)
        9. Pterocarpus Jacq. (41 spp.)

    14. Tribus Baphia group
      1. Dalhousiea Wall. ex Benth. (3 spp.)
      2. Airyantha Brummitt (2 spp.)
      3. Leucomphalos Benth. ex Planch. (5 spp.)
      4. Bowringia Champ. & Benth. (1 sp.)
      5. Baphia Afzel. ex Lodd. (48 spp.)
      6. Baphiastrum Harms (1 sp.)
      7. Baphiopsis Benth. ex Baker (1 sp.)

    15. Tribus Hypocalypteae A. L. Schutte
      1. Hypocalyptus Thunb. (3 spp.)

    16. Tribus Bossiaeeae Hutch.
      1. Gompholobium Sm. (49 spp.)
      2. Sphaerolobium Sm. (20 spp.)
      3. Erichsenia Hemsl. (1 sp.)
      4. Viminaria Sm. (1 sp.)
      5. Daviesia Sm. (131 spp.)
      6. Goodia Salisb. (5 spp.)
      7. Paragoodia I. Thomps. (1 sp.)
      8. Bossiaea Vent. (78 spp.)
      9. Platylobium Sm. (8 spp.)
      10. Muelleranthus Hutch. (4 spp.)
      11. Ptychosema Benth. (1 sp.)
      12. Aenictophyton A. T. Lee (2 spp.)

    17. Tribus Mirbelieae (Benth.) Polhill & Crisp
      1. Isotropis Benth. (16 spp.)
      2. Leptosema Benth. (11 spp.)
      3. Latrobea Meisn. (8 spp.)
      4. Jacksonia R. Br. (80 spp.)
      5. Eutaxia R. Br. (21 spp.)
      6. Dillwynia Sm. (27 spp.)
      7. Almaleea Crisp & P. H. Weston (5 spp.)
      8. Pultenaea Sm. (127 spp.)
      9. Aotus Sm. (17 spp.)
      10. Euchilopsis F. Muell. (1 sp.)
      11. Phyllota (DC.) Benth. (10 spp.)
      12. Urodon Turcz. (2 spp.)
      13. Stonesiella Crisp & P. H. Weston (1 sp.)
      14. Gastrolobium R. Br. (112 spp.)
      15. Chorizema Labill. (23 spp.)
      16. Oxylobium Andrews (12 spp.)
      17. Podolobium R. Br. (5 spp.)
      18. Mirbelia Sm. in Kon. & Sims (28 spp.)

    18. Tribus Indigofereae Benth.
      1. Phylloxylon Baill. (7 spp.)
      2. Indigofera L. (712 spp.)
      3. Cyamopsis DC. (4 spp.)
      4. Indigastrum Jaub. & Spach (9 spp.)
      5. Rhynchotropis Harms (2 spp.)
      6. Microcharis Benth. (36 spp.)

    19. Tribus Basal Millettioids (BMP group)
      1. Schefflerodendron Harms (4 spp.)
      2. Dewevrea Micheli (2 spp.)
      3. Craibia Dunn (10 spp.)
      4. Disynstemon R. Vig. (1 sp.)
      5. Aganope Miq. (13 spp.)
      6. Burkilliodendron Sastry (1 sp.)
      7. Ostryocarpus Hook. fil. (2 spp.)
      8. Dalbergiella Baker fil. (3 spp.)
      9. Austrosteenisia R. Geesink (4 spp.)
      10. Platycyamus Benth. (2 spp.)
      11. Kunstleria Prain ex King (8 spp.)
      12. Craspedolobium Harms (1 sp.)

    20. Tribus Abreae Hutch.
      1. Genus Abrus Adans. (17 spp.)
      2. Subtribus Diocleinae
        1. Canavalia DC. (61 spp.)
        2. Camptosema Hook. & Arn. (13 spp.)
        3. Galactia P. Browne (119 spp.)
        4. Lackeya Fortunato, L. P. Queiroz & G. P. Lewis (1 sp.)
        5. Collaea DC. (6 spp.)
        6. Cratylia Mart. ex Benth. (5 spp.)
        7. Cymbosema Benth. (1 sp.)
        8. Cleobulia Mart. ex Benth. (4 spp.)
        9. Dioclea Kunth (14 spp.)
        10. Macropsychanthus Harms (49 spp.)

      3. Subtribus Clitoriinae
        1. Clitoria L. (63 spp.)
        2. Centrosema (DC.) Benth. (42 spp.)
        3. Periandra Mart. ex Benth. (7 spp.)
        4. Clitoriopsis R. Wilczek (1 sp.)
        5. Apios Fabr. (8 spp.)

      4. Subtribus Ophrestiinae J. A. Lackey
        1. Cruddasia Prain (5 spp.)
        2. Ophrestia H. M. L. Forbes (14 spp.)
        3. Pseuderiosema Hauman (5 spp.)

    21. Tribus Millettieae Miq.
      1. Leptoderris Dunn (30 spp.)
      2. Philenoptera Fenzl (12 spp.)
      3. Platysepalum Welw. ex Baker (12 spp.)
      4. Imbralyx R. Geesink (9 spp.)
      5. Antheroporum Gagnep. (6 spp.)
      6. Huchimingia Z. Q. Song & Shi J. Li (5 spp.)
      7. Hesperothamnus Brandegee (5 spp.)
      8. Apurimacia Harms (2 spp.)
      9. Tephrosia Pers. (361 spp.)
      10. Ptycholobium Harms (3 spp.)
      11. Requienia DC. (3 spp.)
      12. Pyranthus Du Puy & Labat (6 spp.)
      13. Mundulea (DC.) Benth. (12 spp.)
      14. Chadsia Bojer (9 spp.)
      15. Derris Lour. (73 spp.)
      16. Ohashia X. Y. Zhu & R. P. Zhang (1 sp.)
      17. Sylvichadsia Du Puy & Labat (4 spp.)
      18. Pongamiopsis R. Vig. (5 spp.)
      19. Piscidia L. (7 spp.)
      20. Millettia Wight & Arn. (193 spp.)
      21. Pongamia Vent. (1 sp.)
      22. Fordia Hemsl. ex Forbes & Hemsl. (10 spp.)
      23. Ibatiria W. E. Cooper (1 sp.)
      24. Deguelia Aubl. (23 spp.)
      25. Brachypterum (Wight & Arn.) Benth. (12 spp.)
      26. Muellera L. fil. (31 spp.)
      27. Dahlstedtia Malme (15 spp.)
      28. Lonchocarpus Kunth (159 spp.)

    22. Tribus Desmodieae Hutch.
      1. Subtribus Lespedezinae (Hutch.) B. G. Schub.
        1. Lespedeza Michx. (48 spp.)
        2. Kummerowia Schindl. (2 spp.)
        3. Campylotropis Bunge (41 spp.)

      2. Subtribus Desmodiinae
        1. Hylodesmum H. Ohashi & R. R. Mill (12 spp.)
        2. Trifidacanthus Merr. (1 sp.)
        3. Pseudarthria Wight & Arn. (7 spp.)
        4. Pleurolobus J. St.-Hil. (6 spp.)
        5. Polhillides H. Ohashi & K. Ohashi (1 sp.)
        6. Maekawaea H.Ohashi & K.Ohashi (3 spp.)
        7. Desmodium Desv. (186 spp.)
        8. Pedleya H. Ohashi & K. Ohashi (1 sp.)
        9. Pullenia H. Ohashi & K. Ohashi (1 sp.)
        10. Bouffordia H. Ohashi & K. Ohashi (1 sp.)
        11. Desmodiopsis (Schindl.) H. Ohashi & K. Ohashi (1 sp.)
        12. Huangtcia H. Ohashi & K. Ohashi (2 spp.)
        13. Oxytes (Schindl.) H. Ohashi & K. Ohashi (4 spp.)
        14. Tateishia H. Ohashi & K. Ohashi (3 spp.)
        15. Sohmaea H. Ohashi & K. Ohashi (8 spp.)
        16. Grona Lour. (48 spp.)
        17. Holtzea Schindl. (1 sp.)
        18. Ototropis Nees (14 spp.)
        19. Codariocalyx Hassk. (2 spp.)
        20. Leptodesmia (Benth.) Benth. (4 spp.)
        21. Pycnospora R. Br. ex Wight & Arn. (1 sp.)
        22. Mecopus Benn. (1 sp.)
        23. Alysicarpus Neck. (38 spp.)
        24. Desmodiastrum (Prain) A. Pramanik & Thoth. (3 spp.)
        25. Melliniella Harms (1 sp.)
        26. Eleiotis DC. (2 spp.)
        27. Hegnera Schindl. (1 sp.)
        28. Uraria Desv. (22 spp.)
        29. Urariopsis Schindl. (2 spp.)
        30. Christia Moench (11 spp.)
        31. Ougeinia Benth. (1 sp.)
        32. Aphyllodium (DC.) Gagnep. (9 spp.)
        33. Tadehagi H. Ohashi (8 spp.)
        34. Akschindlium H. Ohashi (1 sp.)
        35. Droogmansia De Wild. (22 spp.)
        36. Dendrolobium (Wight & Arn.) Benth. (18 spp.)
        37. Phyllodium Desv. (7 spp.)
        38. Ohwia H. Ohashi (2 spp.)
        39. Hanslia Schindl. (1 sp.)
        40. Verdesmum H. Ohashi & K. Ohashi (2 spp.)
        41. Nephrodesmus Schindl. (5 spp.)
        42. Arthroclianthus Baill. (19 spp.)
        43. Monarthrocarpus Merr. (2 spp.)

      3. Subtribus Kennediinae
        1. Shuteria Wight & Arn. (5 spp.)
        2. Afroamphica H. Ohashi & K. Ohashi (1 sp.)
        3. Kennedia Vent. (15 spp.)
        4. Hardenbergia Benth. (3 spp.)
        5. Vandasina Rauschert (1 sp.)

      4. Subtribus nov.
        1. Haymondia A. N. Egan & B. Pan (1 sp.)

    23. Tribus Phaseoleae DC.
      1. Subtribus Basal Phaseoleae
        1. Butea J. Koenig ex Roxb. (4 spp.)
        2. Spatholobus Hassk. (34 spp.)
        3. Meizotropis Voigt (1 sp.)

      2. Subtribus Cajaninae
        1. Flemingia Roxb. ex W. T. Aiton (42 spp.)
        2. Dunbaria Wight & Arn. (22 spp.)
        3. Cajanus DC. (33 spp.)
        4. Rhynchosia Lour. (257 spp.)
        5. Nomismia Wight & Arn. (1 sp.)
        6. Bolusafra Kuntze (1 sp.)
        7. Eriosema (DC.) G. Don (163 spp.)
        8. Adenodolichos Harms (22 spp.)
        9. Paracalyx Ali (5 spp.)

      3. Subtribus Erythrininae
        1. Erythrina L. (124 spp.)
        2. Rhodopis Urb (1 sp.)
        3. Neorudolphia Britton (1 sp.)
        4. Mucuna Adans. (117 spp.)
        5. Cochlianthus Benth. (2 spp.)
        6. Psophocarpus Neck. (9 spp.)
        7. Dysolobium (Benth.) Prain (6 spp.)
        8. Otoptera DC. (2 spp.)
        9. Decorsea R. Vig. (6 spp.)

      4. Subtribus nov.
        1. Strongylodon Vogel (15 spp.)

      5. Subtribus Phaseolinae
        1. Sphenostylis E. Mey. (8 spp.)
        2. Nesphostylis Verdc. (4 spp.)
        3. Alistilus N. E. Br. (3 spp.)
        4. Austrodolichos Verdc. (1 sp.)
        5. Wajira Thulin (5 spp.)
        6. Macrotyloma (Wight & Arn.) Verdc. (24 spp.)
        7. Dolichos L. (69 spp.)
        8. Dipogon Liebm. (1 sp.)
        9. Lablab Adans. (1 sp.)
        10. Spathionema Taub. (1 sp.)
        11. Physostigma Balf. (5 spp.)
        12. Vatovaea Chiov. apud Chiarugi (1 sp.)
        13. Vigna Savi (111 spp.)
        14. Oxyrhynchus Brandegee (4 spp.)
        15. Phaseolus L. (84 spp.)
        16. Ramirezella Rose (8 spp.)
        17. Condylostylis Piper (2 spp.)
        18. Ancistrotropis A. Delgado (6 spp.)
        19. Sigmoidotropis (Piper) A. Delgado (9 spp.)
        20. Helicotropis A. Delgado (4 spp.)
        21. Leptospron (Benth. & Hook. fil.) A. Delgado (2 spp.)
        22. Macroptilium (Benth.) Urb. (22 spp.)
        23. Dolichopsis Hassl. (2 spp.)
        24. Mysanthus G. P. Lewis & A. Delgado (1 sp.)
        25. Oryxis A. Delgado & G. P. Lewis (1 sp.)
        26. Strophostyles Elliott (3 spp.)

      6. Subtribus Glycininae
        1. Mastersia Benth. (2 spp.)
        2. Diphyllarium Gagnep. (1 sp.)
        3. Toxicopueraria A. N. Egan & B. Pan (2 spp.)
        4. Cologania Kunth (16 spp.)
        5. Harashuteria K. Ohashi & H. Ohashi (1 sp.)
        6. Neorautanenia Schinz (3 spp.)
        7. Herpyza Sauvalle (1 sp.)
        8. Pachyrhizus A. Rich. ex DC. (5 spp.)
        9. Calopogonium Desv. (9 spp.)
        10. Neonotonia Lackey (2 spp.)
        11. Teyleria Backer (4 spp.)
        12. Pseudovigna (Harms) Verdc. (3 spp.)
        13. Eminia Taub. (4 spp.)
        14. Pseudeminia Verdc. (4 spp.)
        15. Sinodolichos Verdc. (2 spp.)
        16. Neustanthus Benth. (1 sp.)
        17. Dumasia DC. (11 spp.)
        18. Ladeania A. N. Egan & Reveal (2 spp.)
        19. Rupertia Grimes (3 spp.)
        20. Pediomelum Rydb. (25 spp.)
        21. Cullen Medik. (35 spp.)
        22. Orbexilum Raf. (12 spp.)
        23. Bituminaria Heist. ex Fabr. (10 spp.)
        24. Hoita Rydb. (3 spp.)
        25. Otholobium C. H. Stirt. (63 spp.)
        26. Psoralea L. (68 spp.)
        27. Glycine L. (29 spp.)
        28. Amphicarpaea Elliott (4 spp.)
        29. Teramnus P. Browne (9 spp.)
        30. Nogra Merr. (4 spp.)
        31. Pueraria DC. (17 spp.)

    24. Tribus Loteae DC.
      1. Podolotus Royle ex Benth. (1 sp.)
      2. Coronilla L. (11 spp.)
      3. Securigera DC. (13 spp.)
      4. Scorpiurus L. (2 spp.)
      5. Hippocrepis L. (35 spp.)
      6. Pseudolotus Rech. fil. (2 spp.)
      7. Antiopetitia A. Rich. (1 sp.)
      8. Anthyllis L. (20 spp.)
      9. Hymenocarpos Savi (4 spp.)
      10. Lotus L. (133 spp.)
      11. Tripodion Medik. (1 sp.)
      12. Cytisopsis Jaub. & Spach (2 spp.)
      13. Hammatolobium Fenzl (2 spp.)
      14. Hosackia Douglas ex Benth. (13 spp.)
      15. Ornithopus L. (6 spp.)
      16. Acmispon Raf. (36 spp.)
      17. Kebirita Kramina & D. D. Sokoloff (1 sp.)
      18. Dorycnopsis Boiss. (1 sp.)
      19. Vermifrux J. B. Gillett (1 sp.)

    25. Tribus Sesbanieae Hutch.
      1. Sesbania Scop. (62 spp.)
      2. Glottidium Desv. (1 sp.)

    26. Tribus Robinieae Hutch.
      1. Hebestigma Urb. (1 sp.)
      2. Lennea Klotzsch (3 spp.)
      3. Olneya A. Gray (1 sp.)
      4. Coursetia DC. (39 spp.)
      5. Sphinctospermum Rose (1 sp.)
      6. Genistidium I. M. Johnst. (1 sp.)
      7. Robinia L. (4 spp.)
      8. Poissonia Baill. (4 spp.)
      9. Peteria A. Gray (4 spp.)
      10. Gliricidia Kunth (4 spp.)
      11. Hybosema Harms (1 sp.)
      12. Poitea Vent. (12 spp.)

    27. Tribus Adinobotryeae
      1. Adinobotrys Dunn (4 spp.)

    28. Tribus Glycyrrhizeae
      1. Glycyrrhiza L. (28 spp.)

    29. Tribus Wisterieae
      1. Sarcodum Lour. (3 spp.)
      2. Endosamara R. Geesink (1 sp.)
      3. Sigmoidala J. Compton & Schrire (1 sp.)
      4. Nanhaia J. Compton & Schrire (2 spp.)
      5. Wisteriopsis J. Compton & Schrire (5 spp.)
      6. Callerya Endl. (14 spp.)
      7. Villosocallerya L. Duan, J. Compton & Schrire (1 sp.)
      8. Serawaia J. Compton & Schrire (1 sp.)
      9. Whitfordiodendron Elmer (4 spp.)
      10. Kanburia J. Compton, Mattapha, Sirich. & Schrire (2 spp.)
      11. Afgekia Craib (2 spp.)
      12. Padbruggea Miq. (3 spp.)
      13. Austrocallerya J. Compton & Schrire (3 spp.)
      14. Wisteria Nutt. (4 spp.)

    30. Tribus Galegeae s. lat.
      1. Subtribus Astragalinae
        1. Gueldenstaedtia Fisch. (4 spp.)
        2. Chesneya Endl. (38 spp.)
        3. Caragana Fabr. (91 spp.)
        4. Halimodendron DC. (1 sp.)
        5. Astragalus L. (3042 spp.)
        6. Calophaca Fisch. (8 spp.)
        7. Chesniella Boriss. (7 spp.)
        8. Erophaca Boiss. (1 sp.)
        9. Tibetia (Ali) H. P. Tsui (5 spp.)
        10. Oxytropis DC. (603 spp.)

      2. Subtribus Hedysarinae DC.
        1. Alhagi Gagnebin (3 spp.)
        2. Hedysarum L. (218 spp.)
        3. Taverniera DC. (15 spp.)
        4. Ebenus L. (20 spp.)
        5. Sulla Medik. (7 spp.)
        6. Eversmannia Bunge (4 spp.)
        7. Corethrodendron Fisch. & Basiner (5 spp.)
        8. Onobrychis Mill. (195 spp.)

      3. Subtribus Coluteinae
        1. Podlechiella Maassoumi & Kaz. Osaloo (1 sp.)
        2. Streblorrhiza Endl. (1 sp.)
        3. Carmichaelia R. Br. (24 spp.)
        4. Willdampia A. S. George (1 sp.)
        5. Clianthus Banks & Sol. ex G. Don (3 spp.)
        6. Montigena Heenan (1 sp.)
        7. Swainsona Salisb. (80 spp.)
        8. Phyllolobium Fisch. (23 spp.)
        9. Lessertia DC. (60 spp.)
        10. Sphaerophysa DC. (2 spp.)
        11. Oreophysa (Bunge ex Boiss.) Bornm. (1 sp.)
        12. Smirnovia Bunge (1 sp.)
        13. Eremosparton Fisch. & C. A. Mey. (3 spp.)
        14. Colutea L. (26 spp.)

      4. Subtribus Parochetinae Chaudhary & Sanjappa
        1. Parochetus Buch.-Ham. ex D. Don (2 spp.)

      5. Subtribus Galeginae s. str.
        1. Galega L. (8 spp.)

    31. Tribus Cicereae Alef.
      1. Cicer L. (45 spp.)

    32. Tribus Trifolieae Endl.
      1. Trifolium L. (279 spp.)

    33. Tribus Fabeae Rchb.
      1. Vicia L. (228 spp.)
      2. Ervilia Link (9 spp.)
      3. Ervum L. (3 spp.)
      4. Lathyrus L. (184 spp.)

    34. Tribus Ononideae (Hutch.) Yakovlev
      1. Ononis L. (92 spp.)

    35. Tribus Trigonelleae E. Small
      1. Trigonella L. (116 spp.)
      2. Melilotus Mill. (23 spp.)
      3. Medicago L. (84 spp.)
3. Familia Surianaceae Arn. (9 spp.)
  1. Tribus Rigiostachydeae Loes. & Soler.
    1. Recchia Moc. & Sessé ex DC. (4 spp.)

  2. Tribus Surianeae Baill.
    1. Suriana L. (1 sp.)

  3. Tribus Stylobasieae Bonne
    1. Cadellia F. Muell. (1 sp.)
    2. Guilfoylia F. Muell. (1 sp.)
    3. Stylobasium Desf. (2 spp.)
4. Familia Polygalaceae Hoffmanns. & Link (1333 spp.)
  1. Tribus Xanthophylleae Baill.
    1. Xanthophyllum Roxb. (111 spp.)

  2. Tribus Diclidanthereae Reveal
    1. Eriandra Royen & Steenis (1 sp.)
    2. Barnhartia Gleason (1 sp.)
    3. Diclidanthera Mart. (5 spp.)
    4. Moutabea Aubl. (12 spp.)

  3. Tribus Carpolobieae B. Eriksen
    1. Atroxima Stapf (2 spp.)
    2. Carpolobia G. Don (5 spp.)

  4. Tribus Polygaleae Fr.
    1. Bredemeyera Willd. (19 spp.)
    2. Comesperma Labill. (34 spp.)
    3. Caamembeca J. F. B. Pastore (15 spp.)
    4. Rhinotropis (S. F. Blake) J. R. Abbott (17 spp.)
    5. Polygaloides Haller (6 spp.)
    6. Polygala L. (672 spp.)
    7. Asemeia Raf. (33 spp.)
    8. Gymnospora (Chodat) J. F. B. Pastore (2 spp.)
    9. Acanthocladus Klotzsch ex Hassk. (9 spp.)
    10. Rhamphopetalum J. F. B. Pastore & M. Mota (1 sp.)
    11. Hebecarpa (Chodat) J. R. Abbott (19 spp.)
    12. Badiera DC. (7 spp.)
    13. Monrosia Grondona (2 spp.)
    14. Phlebotaenia Griseb. (2 spp.)
    15. Epirixanthes Blume (7 spp.)
    16. Muraltia Neck. (119 spp.)
    17. Salomonia Lour. (5 spp.)
    18. Monnina Ruiz & Pav. (166 spp.)
    19. Ancylotropis B. Eriksen (2 spp.)
    20. Securidaca L. (59 spp.)